# 驷马桥站
驷马桥站位于成都市成华区和金牛区交界处驷马桥路，是成都地铁3号线与成都地铁7号线的地下岛式站台换乘车站，于2016年7月31日启用。因临近驷马桥而得名。

## 车站構造
驷马桥站是地下三层两个岛式月台车站，其中3号线车站主体垂直驷马桥路布置，宽47米，长139米，设置有3个进出口通道；7号线车站垂直于3号线车站，呈东西走向，总长564.45米，标准段宽度为22.1米，标准段基坑深度17.29米，车站设置2个出入口，2组风亭，3个紧急疏散口。

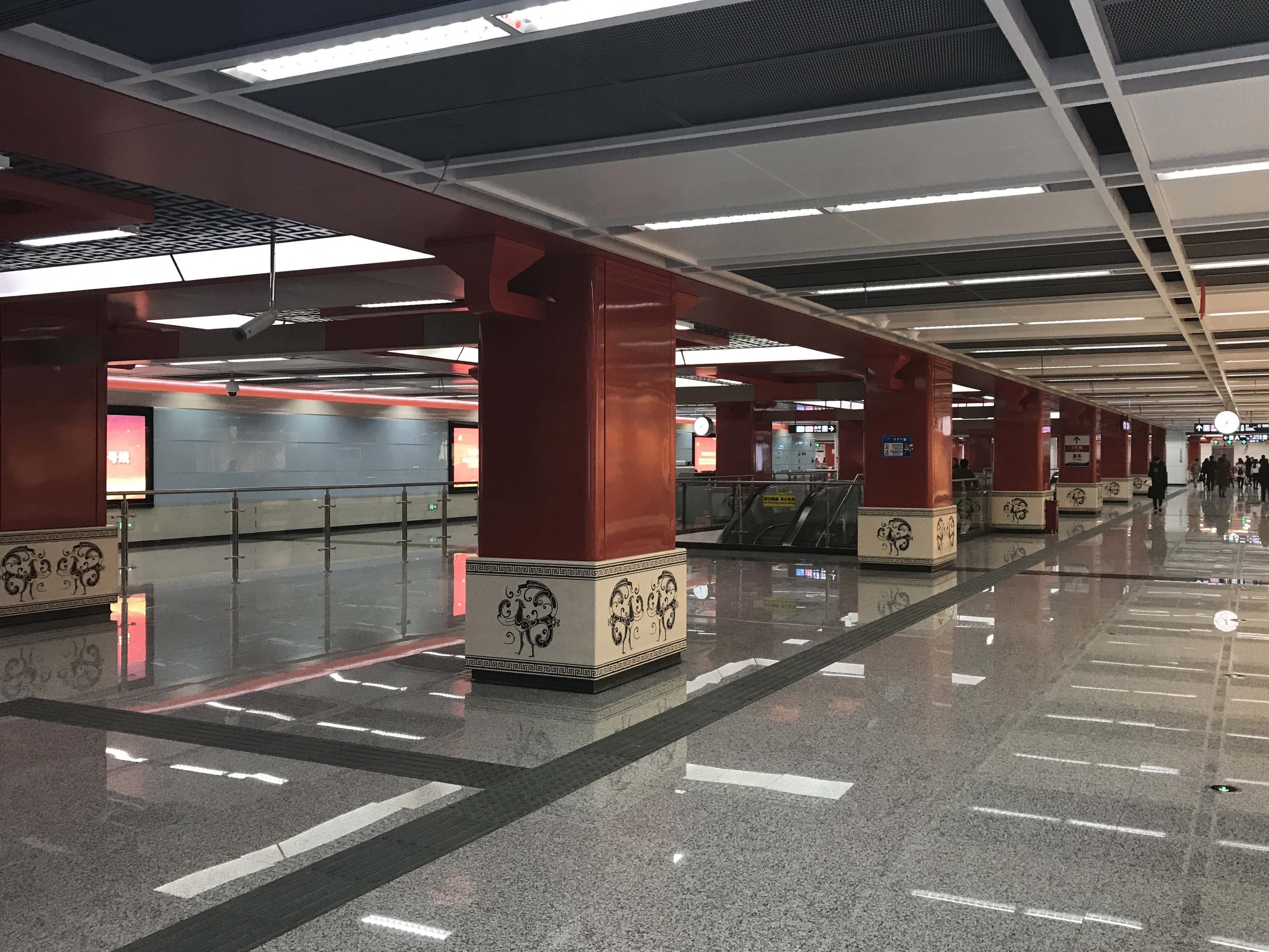
站厅层
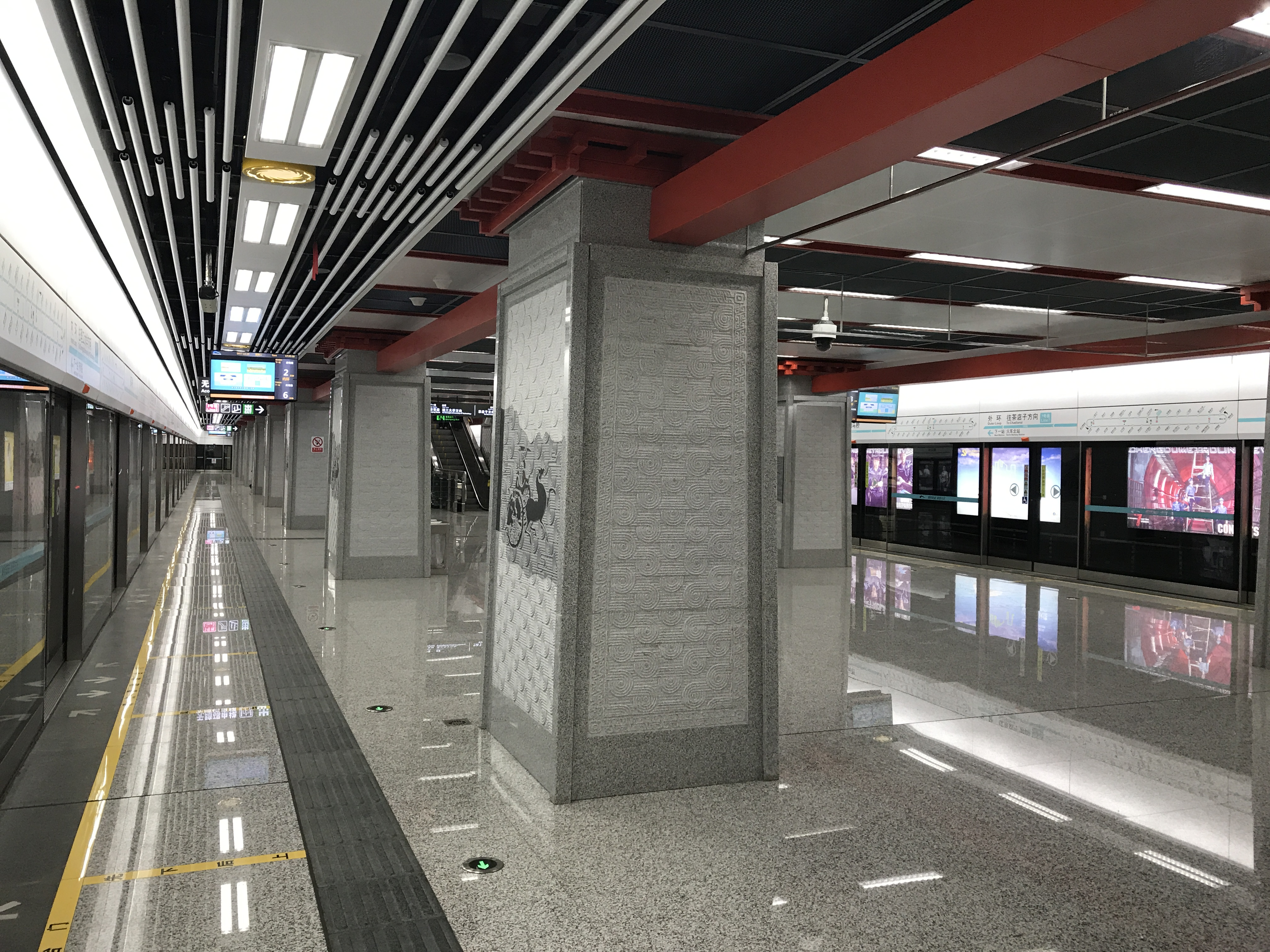
7号线站台

| 地面      |                                    | 出入口                                   |  |
| 地下 一层 | 站厅层                             | 安检、售票机、站内商店                   |  |
| 地下 二层 |                                    | 7号线列车外环方向 （火车北站）           |  |
| 地下 二层 | 岛式站台，左边车门将会开启         |                                          |  |
| 地下 二层 | 7号线列车内环方向 （府青路）       |                                          |  |
| 地下 三层 |                                    | 3号线列车往成都医学院方向 （昭觉寺南路） |  |
| 地下 三层 | 岛式月台，左边车门将会开启         |                                          |  |
| 地下 三层 | 3号线列车往双流西站方向 （李家沱） |                                          |  |

- 站厅层
- 7号线站台

## 内装与公共艺术
本站文化设计主题为“驷马高车纪念司马相如”。

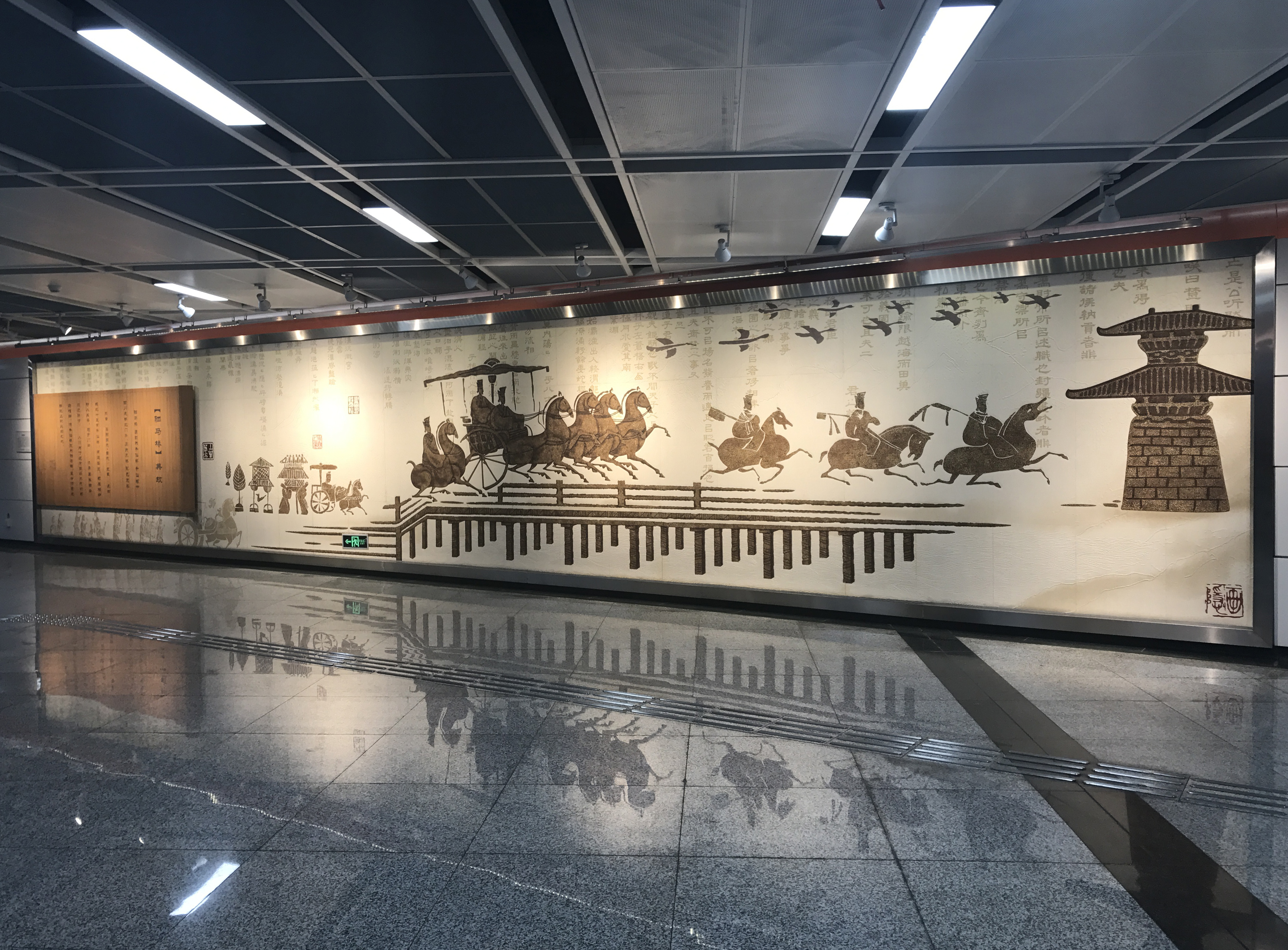
艺术墙《驷马桥典故》

本站的空间特点为异形空间，重点在个性区进行文化表现；借鉴汉阙斗拱造型对个性区立柱进行设计，在顶面饰以驷马高车的图案。
本站7号线与3号线呈T型换乘，故在设计上做一脉相承处理。站台层天花重点在个性区进行文化表现，在顶面饰以具有代表性的马车车轮艺术造型，创意于汉代蜀郡代表作家司马相如“不乘高车驷马，不过汝下”之典故而来；柱面顶部借鉴汉阙造型，刻画出浓郁的汉代建筑风格，柱面图案以驷马高车为创作背景，通过石材雕刻的艺术手法，辅以中国古代祥云元素刻画汉代高车的形象，并依托驷马桥来表达司马相如的心存志高与旷世才华。

### 艺术墙《驷马桥典故》
“驷马桥”之名得于汉代蜀郡代表作家司马相如“不乘高车驷马，不过汝下”之典故而来，本站的艺术壁以驷马桥典故为创作背景，采用东汉《马车过桥》画像砖风格的造型元素进行创作，依托驷马桥来表达司马相如的远大志向与旷世才华。背景隶书文字为司马相如的辞赋代表作《上林赋》，以随机的方式排列呈现，左侧以汉简的形式对驷马桥的典故予以说明，造型立体，古朴自然。另外，还结合农耕丰收、奏乐欢庆等场景元素，反映了汉代的社会风情和审美风格，整体风格古朴、气势奔腾。

### 主题艺术品《上林赋》
作品以司马相如的代表性汉赋所绘制的《上林图卷》作为创作素材，将司马相如持笔所作《上林赋》中的无尽风流和《上林图卷》中天子出行狩猎的鸿篇巨幅得以还原呈现。表现形式上采用巨幅长卷形式，通过陶瓷艺术表现。

## 车站出口
本站目前开放5个出入口。
| 出口编号 | 设施         | 地点     | 可到达目的地                   |
| -------- | ------------ | -------- | ------------------------------ |
|          |              |          |                                |
|          |              | 高车东路 | 512停车场                      |
| 出口 · B | 无障碍卫生间 | 驷马桥路 | 成华府青八里庄社会组织孵化中心 |
| 出口 · C | 无障碍电梯   | 驷马桥路 | 瑞安·城中汇、润泽园            |
|          |              |          |                                |
| 出口 · D |              | 驷马桥路 | 成都市排水设施管理处城北管理所 |
| 出口 · E |              | 驷马桥路 | 水畔经典                       |

## 公交配套
36路；1054路

## 大事记
- 2014年12月26日，7号线车站主体结构封顶[8]；
- 2016年7月31日，3号线车站正式启用[1]；
- 2017年12月6日，7号线车站正式启用[9]；
- 2023年7月，本站英文名由Simaqiao改为Sima Bridge。